# Lithothamnium
Genre
Lithothamnium (Lithothamne) est un genre d'algues rouges de la famille des Corallinaceae, comprenant 25 espèces.
Selon AlgaeBase (25 nov. 2012) et World Register of Marine Species (25 nov. 2012), ce nom de genre est un synonyme de Lithophyllum. 

## Liste d'espèces
Selon AlgaeBase (25 nov. 2012) et World Register of Marine Species (25 nov. 2012) :
- Lithothamnium gracilis Philippi, 1837

Selon ITIS (25 nov. 2012) :
- Lithothamnium aculeiferum
- Lithothamnium australe
- Lithothamnium californicum
- Lithothamnium corallioides
- Lithothamnium crassiusculum
- Lithothamnium fijiensum
- Lithothamnium funafutiense
- Lithothamnium giganteum
- Lithothamnium heterothallum
- Lithothamnium lamellatum
- Lithothamnium laminithallum
- Lithothamnium lauensum
- Lithothamnium leptum
- Lithothamnium mesomorphum
- Lithothamnium microsporum
- Lithothamnium montereyicum
- Lithothamnium muricatum
- Lithothamnium occidentale
- Lithothamnium pacificum
- Lithothamnium phymatodeum
- Lithothamnium ramulosum R. A. Philippi
- Lithothamnium sejunctum
- Lithothamnium sonderi
- Lithothamnium syntrophicum
- Lithothamnium volcanum